# Sarah Alexander
Sarah Alexander, su nombre de nacimiento es Sarah Smith, es una actriz británica nacida el 3 de enero de 1971 en Londres (Reino Unido). Es conocida por sus papeles en varias series de humor británicas como Armstrong and Miller, Smack the Pony, Coupling, The Worst Week of My Life y Green Wing.

## Biografía
Está casada con el actor y escritor Peter Serafinowicz. Tienen un hijo llamado Sam, nacido en abril de 2007.

## Filmografía
- 1990: Kappatoo (serie de TV): Melanie
- 1993: Pretty Princess: Pequeño gran amor: Ursula
- 1993: You Me + It (TV): Emma
- 1994: Seaview Knights: Jackie
- 1997: Armstrong and Miller (serie de TV): Various roles
- 1984: Alas Smith & Jones (serie de TV): Various roles (1997-1998)
- 1999: Tilly Trotter (TV): Lady Agnes Myton
- 1999: Las aventuras de Pinocchio: Felinet
- 2000: Summer in the Suburbs (TV): Maisie
- 2000: The Strangerers (serie de TV): Rina
- 2000: Coupling (serie de TV): Susan Walker
- 2000: Going Off Big Time : Stacey Bannerman
- 2001: Comic Relief: Say Pants to Poverty (TV): (segment Popsters)
- 2001: El diario de Bridget Jones: Daniel Cleaver lover
- 2003: Comic Relief 2003: The Big Hair Do (TV): 'Lovely' Liza Goddard (Blankety Blank sketch)
- 2004: Intercambio de destino (TV): Alix Mason
- 2004: Green Wing (TV): Dr Angela Hunter
- 2004: The Worst Week of My Life (TV): Mel Steel
- 2005: Harry: Kay
- 2007: El novio de mi madre: Jeannie
- 2007: Stardust: El misterio de la estrella